# Hans Egede Schack
Hans Egede Schack, född den 2 februari 1820 i Sengeløse, död den 20 juli 1859 i Frankfurt am Main, var en dansk politiker och författare.
Schack blev 1844 juris kandidat och deltog från 1848 med stor iver i det politiska livet. Han kämpade i synnerhet för den allmänna rösträtten och föreslog 1849 i en flygskrift Slesvigs delning som den enda rätta nationella lösningen. Åren 1848–1849 var Schack medlem av den grundlagstiftande riksförsamlingen och 1850–1853 folketingsman. I början tillhörde han "bondevennerne", men skilde sig snart från dem samt riktade 1852–1855 i politiska flygskrifter skarpa och kvicka anfall mot dem. Efter att ha undanträngts från riksdagen blev han 1854 sekreterare i landstinget och 1856 tillika sekreterare hos konseljpresidenten. Under signaturen E.S. utgav han 1858 en märklig och högst originell roman, Fantasterne, som med stor humor och djup psykologisk uppfattning skildrar fantasteriet i dess växlande former och dess farliga följder (3:e upplagan 1899).